# 이정은 (1996년)
이정은(1996년 5월 28일~)는 대한민국의 골프 선수이다. 대방건설 골프단 소속으로 활동하고 있다.